# Megiddo
Megiddo — мини-альбом норвежской блэк-металической группы Satyricon, вышедший в 1997 году.

## Об альбоме
Megiddo был издан, чтобы отметить пятилетие существования группы. Песня «Night of Divine Power» — это новая версия трека «The Dark Castle in the Deep Forest» с альбома Dark Medieval Times с частично переписанным текстом.

## Список композиций
1. The Dawn of a New Age – 5:45 (ремикс Apoptygma Berzerk)
2. Night of Divine Power – 5:50
3. Forhekset – 4:16 (концертная запись одного из выступлений в ходе тура по Германии)
4. Orgasmatron – 4:59 (кавер Motörhead)

## Участники записи
- Сатир (Сигурд Вонгравен) - гитара, бас-гитара, клавишные, вокал
- Фрост (Кьетил-Видар Харальдстад) - ударные
- Grothesk (Стефан Грот) - сессионный клавишник